# Riverdale (Nova Jersey)
Riverdale és una població dels Estats Units a l'estat de Nova Jersey. Segons el cens del 2007 tenia 2.870 habitants.

## Demografia
Segons el cens del 2000, Riverdale tenia 2.498 habitants, 919 habitatges, i 671 famílies. La densitat de població era de 468,2 habitants/km².
Dels 919 habitatges en un 32,1% hi vivien nens de menys de 18 anys, en un 60,2% hi vivien parelles casades, en un 10% dones solteres, i en un 26,9% no eren unitats familiars. En el 21,1% dels habitatges hi vivien persones soles el 7,4% de les quals corresponia a persones de 65 anys o més que vivien soles. El nombre mitjà de persones vivint en cada habitatge era de 2,68 i el nombre mitjà de persones que vivien en cada família era de 3,14.
Per edats la població es repartia de la següent manera: un 23,5% tenia menys de 18 anys, un 7,4% entre 18 i 24, un 33,5% entre 25 i 44, un 23,6% de 45 a 60 i un 12,1% 65 anys o més.
L'edat mediana era de 37 anys. Per cada 100 dones de 18 o més anys hi havia 90,7 homes.
La renda mediana per habitatge era de 71.083 $ i la renda mediana per família de 79.557 $. Els homes tenien una renda mediana de 50.457 $ mentre que les dones 41.420 $. La renda per capita de la població era de 31.187 $. Aproximadament el 3% de les famílies i el 5,3% de la població estaven per davall del llindar de pobresa.

## Poblacions més properes
El següent diagrama mostra les poblacions més properes.